# Спирюхова, Светлана Анатольевна
Светлана Анатольевна Спирюхова (род. 5 апреля 1982 года в Николаеве) — украинская спортсменка (академическая гребля), чемпионка мира и Европы, участница Олимпийских игр, Заслуженный мастер спорта Украины.

## Биография
Родилась 5 апреля 1982 года в Николаеве. Окончила Николаевский национальный университет имени В. А. Сухомлинского. Первый тренер — Сергей Ентис.
Спирюхова входила в состав олимпийской сборной Украины на ХХІХ Олимпийских играх 2008 года в Пекине. В финальном заплыве парной четвёрки среди женщин на 2 км команда Украины (Светлана Спирюхова, Елена Олефиренко, Наталья Ляльчук и Татьяна Колесникова) стали четвёртыми, проиграв Германии 0,46 сек. (6:20.02).
В парной четвёрке четыре раза становилась чемпионкой Европы в 2007 (Светлана Спирюхова, Татьяна Колесникова, Елена Олефиренко, Наталья Губа), 2008 (Светлана Спирюхова, Татьяна Колесникова, Елена Олефиренко, Наталья Ляльчук), 2009 (Светлана Спирюхова, Татьяна Колесникова, Анастасия Коженкова и Яна Дементьева) и 2011 (Светлана Спирюхова, Татьяна Колесникова, Наталья Губа, Екатерина Тарасенко) годах. Чемпионка мира 2009 года (Светлана Спирюхова, Татьяна Колесникова, Анастасия Коженкова и Яна Дементьева).